# Trichoptya divergens
Trichoptya divergens là một loài bướm đêm trong họ Noctuidae.